# Axel Varnbüler von und zu Hemmingen
Theodor Axel Freiherr Varnbüler von und zu Hemmingen (* 10. Januar 1851; † 8. Februar 1937) war ein württembergischer Diplomat.

## Leben
Varnbüler wurde 1851 als Sohn des württembergischen Ministers und späteren Reichstagsabgeordneten Karl Freiherr von Varnbüler von und zu Hemmingen (1809–1889) aus dem württembergischen Adelsgeschlecht Varnbüler geboren. Wie sein Vater schlug Varnbüler nach dem Jurastudium eine Karriere als Beamter und Diplomat ein, die ihn über Stationen als preußischer Landrat in Tarnowitz in Schlesien (1884–1891), als württembergischer Geheimer Rat und als Geschäftsträger in Sankt Petersburg und Wien schließlich in das Amt des württembergischen Bevollmächtigten beim Bundesrat in Berlin führte, das er von 1894 bis 1918 bekleidete. Seit November 1894 war er mit Natalie Gavriliuk, geschiedene Siemens, verheiratet. Er hatte drei Söhne. 
Nach der Revolution von 1918 zog Varnbüler sich ins Privatleben zurück. Sein Nachlass wird im Landesarchiv Baden-Württemberg verwahrt (Abteilung Hauptstaatsarchiv Stuttgart Bestand P 10).
Varnbüler gehörte zum Liebenberger Kreis um den Fürsten Eulenburg und stand in persönlichem Kontakt zu Kaiser Wilhelm II. Seine Schwester war die berühmte Berliner Salonnière Hildegard von Spitzemberg.